# Pierangelo
Pierangelo  è un nome proprio di persona italiano maschile.

## Varianti
- Maschili: Pier Angelo[1]
- Femminili: Pierangela[2]

## Origine e diffusione
È un nome composto, formato dall'unione di Piero (a sua volta un ipocoristico di Pietro) e Angelo.

## Onomastico
L'onomastico può essere festeggiato lo stesso giorno dei nomi da cui è composto.

## Persone

Pierangelo Bertoli

- Pierangelo Avanzi, calciatore italiano
- Pierangelo Belli, calciatore italiano
- Pierangelo Bertoli, cantautore italiano
- Pierangelo Ferrari, politico italiano
- Pierangelo Fornaro, chitarrista e compositore italiano
- Pierangelo Garegnani, economista italiano
- Pierangelo Ghezzi, astronomo italiano
- Pierangelo Giovanetti, giornalista italiano
- Pierangelo Giovanolla, politico italiano
- Pierangelo Manzaroli, calciatore e allenatore di calcio sammarinese
- Pierangelo Marcati, accademico italiano
- Pierangelo Sequeri, teologo, scrittore e musicista italiano
- Pierangelo Vignati, ciclista su strada e pistard italiano

### Variante Pier Angelo
- Pier Angelo Conti Manzini, canottiere italiano
- Pier Angelo Fiorentino, drammaturgo, giornalista, poeta, scrittore e traduttore italiano naturalizzato francese
- Pier Angelo Aloisio Fossati, ingegnere e incisore svizzero
- Pier Angelo Mazzolotti, regista italiano
- Pier Angelo Soldini, giornalista, scrittore e critico letterario italiano